# Jacyobá Atlético Clube
O Jaciobá Atlético Clube é um clube de brasileiro de futebol, da cidade de Pão de Açúcar, no estado de Alagoas. Foi fundado em 25 de Janeiro de 1964 e suas cores são azul e branco.
O nome do clube vem da palavra em guarani, Jaci, que significa lua e oba que significa espelho, ou seja "Espelho da Lua".

## História
Em 1999, disputou pela primeira vez a divisão principal do Campeonato Alagoano, ficando em 7º lugar. Após desistir de jogar a edição de 2000, o clube ficou sem jogar competições oficiais por 17 anos, voltando em 2018 para disputar a Segunda Divisão, onde foi campeão por ter saldo de gols maior que o do vice, Sete de Setembro (11 gols contra 9 do clube de Maceió).
Em 2019, o Jaciobá fez uma ótima campanha, terminando em 4° na primeira fase. Já garantindo a classificação para a Série D. Nas semifinais, enfrentou o CRB, onde perdeu os dois jogos ficando com 5x2 no placar agregado. Já na disputa de 3° lugar que dá a vaga para a Copa do Brasil, enfrentou o Coruripe, e também perdeu os dois jogos, ficando em quarto lugar e sem a vaga para a Copa do Brasil.
No ano seguinte, o time fez uma campanha fraca no Alagoano, terminando em último lugar. Por conta do campeonato estadual não ter descenso para a Segundona este ano, o time de Pão de Açúcar continua na primeira divisão em 2021. Logo depois, o Jaciobá disputou a Série D.
Na quarta divisão do Brasileiro, o Azulão do Sertão ficou no grupo A4, junto com ABC, Potiguar de Mossoró, Freipaulistano, Itabaiana, Coruripe, Central e Vitória da Conquista. Em 14 jogos o time empatou 4 jogos, perdeu 10 e não triunfou nenhum jogo. Marcou 17 gols e sofreu 54, sendo a pior defesa da Série D. O time terminou em último no grupo e na classificação geral ficou em 63° lugar, na vice-lanterna.
Em 2022 foi rebaixado no Campeonato Alagoano.

## Títulos
| Estaduais                             | Estaduais | Estaduais  | Estaduais |
| Competição                            | Títulos   | Temporadas |           |
| ------------------------------------- | --------- | ---------- | --------- |
| Campeonato Alagoano - Segunda Divisão | 1         | 2018       |           |

## Vice-campeão do Campeonato Alagoano Sub-20 2023
- Vice-Campeonato da Segunda Divisão: 1991 e 1998

### Outros títulos
- Campeonato Alagoano - Sub 18: 2011
- Campeonato Alagoano - Sub 20: 2019
- Campeonato Alagoano - Sub 20: 2024 - Vice Campeão

## Desempenho em competições oficiais

### Participações
| Competição | Competição                         | Temporadas | Melhor campanha     | Estreia | Última | P | R |
| Alagoas    | Campeonato Alagoano                | 5          | 4º colocado (2019)  | 1999    | 2022   |   | 1 |
| Alagoas    | Segunda Divisão                    | 4          | Campeão (2018)      | 1989    | 2024   | 2 |   |
| Brasil     | Série D                            | 1          | 63° colocado (2020) | 2020    | 2020   | – |   |
|            | Copa São Paulo de Futebol Júniores | 1          | 90° Colocado (2025) | 2025    | 2025   |   |   |

### Campeonato Alagoano - 1ª divisão
| Ano  | Posição        |
| 1999 | 7º             |
| 2019 | 4º             |
| 2020 | 8º             |
| 2021 | 7º             |
| 2022 | 8º (rebaixado) |

### Campeonato Alagoano - 2ª divisão
| Ano  | Posição                    |
| 1991 | (Vice-campeão)             |
| 1998 | (Vice-campeão e promovido) |
| 2018 | (Campeão e promovido)      |

### Série D
| Ano  | Posição      |
| 2020 | 63° colocado |